# Song of Innocence
Albums de David Axelrod
Songs of Experience
(1969)
Song of Innocence est le premier album du musicien et compositeur américain David Axelrod. Il est sorti en octobre 1968 sur le label Capitol Records.

## Histoire
David Axelrod s'est inspiré du recueil de poésie Songs of Innocence and of Experience de William Blake,.

## Liste des titres
| 1. | Urizen        | 3:56 |
| 2. | Holy Thursday | 5:30 |
| 3. | The Smile     | 3:25 |
| 4. | A Dream       | 2:26 |

| 5. | Song of Innocence   | 4:32 |
| 6. | Merlin's Prophecy   | 2:43 |
| 7. | The Mental Traveler | 4:03 |